# البقعة البيضاء العظيمة

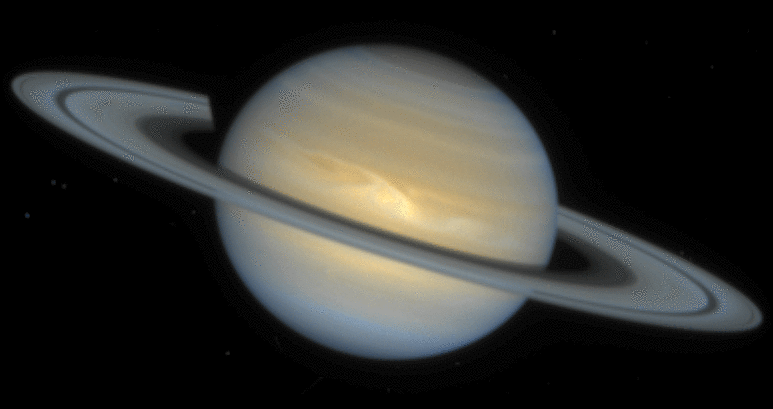
زحل بقعة بيضاء كبيرة.

بقعة بيضاء كبيرة ، المعروف أيضا باسم العظمى الأبيض البيضاوي، على زحل ، المسمى قياسا الأحمر من المشتري بقعة كبيرة، هو الاسم الذي يطلق على العواصف الدورية التي تكون كبيرة بما يكفي لتكون مرئية من قبل التلسكوب من الأرض من مظهرهم بيضاء مميزة. ويمكن أن تكون البقع عدة آلاف من الكيلومترات واسعة.